# Karakou

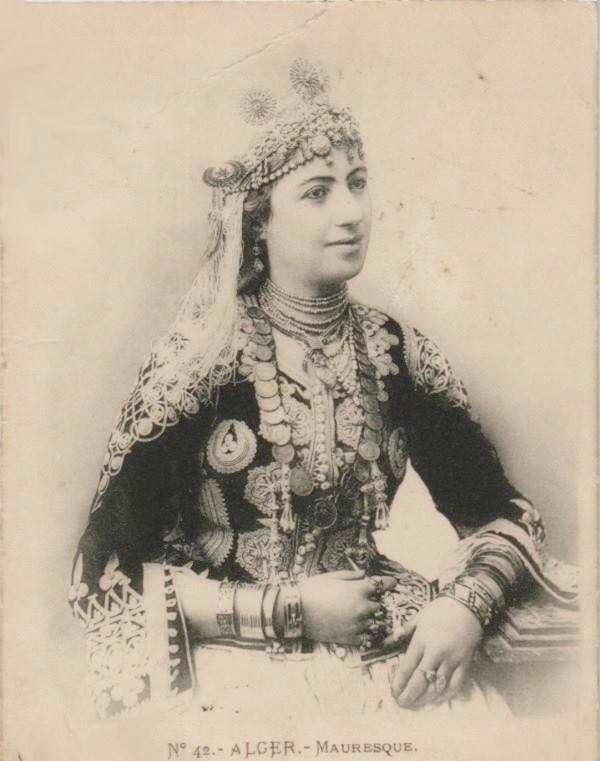
Una donna di Algeri con un karakou, anni 1890

Il karakou (in arabo كاراكو‎?) è un costume tradizionale tipico della città di Algeri consistente in un indumento di velluto, apparso nel XIX secolo come evoluzione della ghlila.